# SEPSI Zöld Út
A SEPSI Zöld Út, Háromszék első biciklis útja.
Az út célja, a helyi látványosságok, a természeti- valamint kulturális értékek, az egészséges életmód népszerűsítése a helyi lakosság és az idelátogató turisták körében.  
A Sepsi Zöld Út megvalósításában 12 civil szervezet, 5 vállalkozás, 9 önkormányzat és 4 támogató szervezet vett részt.  Az út 18 települést foglal magába: Sepsiszentgyörgy - Árkos – Kőröspatak – Kálnok – Zalán – Oltszem – Bodok – Étfalvazoltán – Gidófalva – Martonos – Angyalos – (Eresztevény)Maksa – Réty – Magyaros – Lisznyó – Bikfalva – Uzon – Illyefalva